# Cerium-139
Cerium-139 of 139Ce is een onstabiele radioactieve isotoop van cerium, een lanthanide. De isotoop komt van nature niet op Aarde voor.
Cerium-139 ontstaat onder meer bij het radioactief verval van praseodymium-139.
{\displaystyle {\ce {{^{139}_{59}Pr}->{^{139}_{58}Ce}+{e^{+}}+{\nu }_{e}}}}

## Radioactief verval
Cerium-139 vervalt door elektronenvangst naar de stabiele isotoop lanthaan-139:
{\displaystyle {\ce {{^{139}_{58}Ce}+{e^{-}}->{^{139}_{57}La}+{\nu }_{e}}}}
De halveringstijd bedraagt 137,6 dagen.
119Ce · 120Ce · 121Ce · 122Ce · 123Ce · 124Ce · 125Ce · 126Ce · 127Ce · 128Ce · 129Ce · 130Ce · 130mCe · 131Ce · 131mCe · 132Ce · 132mCe · 133Ce · 133mCe · 134Ce · 135Ce · 135mCe · 136Ce · 136mCe · 137Ce · 137mCe · 138Ce · 138mCe · 139Ce · 139mCe · 140Ce · 140mCe · 141Ce · 142Ce · 143Ce · 144Ce · 145Ce · 146Ce · 147Ce · 148Ce · 149Ce · 150Ce · 151Ce · 152Ce · 153Ce · 154Ce · 155Ce · 156Ce · 157Ce · 158Ce